# Patricia Chacón de Ulloa
Patricia Chacón de Ulloa es una bióloga entomóloga colombiana, docente e investigadora universitaria experta en hormigas. Ha realizado sus principales investigaciones en el campo de ecología, zoología, ornitología, entomología y etología o biología del comportamiento. Desde 2014 es miembro de número (silla 48) de la Academia Colombiana de Ciencias Exactas, Físicas y Naturales - ACEFYN.

## Biografía
Patricia Chacón de Ulloa realizó su pregrado en la Universidad del Valle, obteniendo el título de Bióloga en 1977, universidad de la cual fue docente e investigadora del departamento de Biología. Realizó su doctorado en el Institute Zoologie Et D'ecologie Animale de la Université de Lausanne, en Suiza, y obtuvo este título con la tesis doctoral titulada "Biología de la reproducción de la pequeña hormiga de fuego Wasmannia auropunctata (R) (Hymenoptera: Formicidae)".
Ha sido docente investigadora de diferentes cursos en la Universidad del Valle desde 1980, y también ha participado en actividades de administración de ésta. Fue miembro del consejo de centro del Museo de Zoología de Lausanne por cuatro años (1986 a 1990) como estudiante doctoral. Así mismo, perteneció al Centro Internacional de Agricultura Tropical - CIAT, como asistente de investigación de 1977 a 1979.

## Áreas de investigación
- Biología y manejo de hormigas plagas.
- Insectos y biología de la conservación.
- Comunidades de hormigas e indicadores en ecosistemas naturales.
- Hormigas en agroecosistemas.
- Entomofauna de pasifloras.
- Ecología de artrópodos.
- Hormigas y ecología del paisaje.

Línas de Investigación anteriores:
- Insectos en leguminosas.
- Insectos en gramíneas.
- Entomofauna de forrajes tropicales.[4]

## Premios y reconocimientos
- Miembro correspondiente de la Academia Colombia de Ciencias Exactas, Física y Naturales, Academia Colombia de Ciencias Exactas, Física y Naturales - de 2002.
- Premio Hernán Alcaraz, Sociedad Colombiana de Entomología (Congreso 1996) - de 1997.
- Premio Hermano Apolinar María, Sociedad Colombiana de Entomología - de 1997.
- Inclusión en el programa "Estímulo a Investigadores", Departamento Administrativo de Ciencia, Tecnología e Innovación, Colciencias - de 1995.
- Profesora Distinguida, Universidad del Valle - Univalle - de 1994.
- Premio Hernán Alcaraz V, Sociedad Colombiana de Entomología - de 1994.
- Premio Francisco Luis Gallego, Sociedad Colombiana de Entomología - de 2005.
- Premio Hermano Apolinar María - Área de Ecología y Ambiente. Sociedad Colombiana de Entomología - julio de 2008
- Miembro de Número (Silla 48) de la Academia Colombiana de Ciencias Exactas, Física y Naturales, Academia Colombiana de Ciencias Exactas, Física y Naturales - ACCEFYN - febrero de 2014[3]

## Principales publicaciones
Entre sus decenas de publicaciones se destacan:
Keller, L., Cherix, D., & Ulloa-Chacon, P. (1989). Description of a new artificial diet for rearing ant colonies asIridomyrmex humilis, Monomorium pharaonis and Wasmannia auropunctata (Hymenoptera; Formicidae). Insectes Sociaux, 36(4), 348-352.
Armbrecht, I., & Ulloa-Chacón, P. (2003). The little fire ant Wasmannia auropunctata (Roger)(Hymenoptera: Formicidae) as a diversity indicator of ants in tropical dry forest fragments of Colombia. Environmental entomology, 32(3), 542-547.
Escobar, F., & de Ulloa, P. C. (2000). Distribución espacial y temporal en un gradiente de sucesión de la fauna de coleópteros coprófagos (Scarabaeinae, Aphodiinae) en un bosque tropical montano, Nariño-Colombia. Revista de Biología Tropical, 48(4), 961-975.